# Ceel Dheer (district)
Ceel Dheer (ook: Ceeldheer, Ceeldheere, El Der, El Dher, El Dere) is een van de vijf districten binnen de regio Galguduud in Centraal-Somalië.
Het district heeft een lange kustlijn aan de Indische Oceaan. De districtshoofdstad is Ceel Dheer; deze stad ligt ca. 16 km van de kust.
De overige vier districten in de regio Galguduud zijn:
- het district Adado, met de districtshoofdstad Adado (ook Cadaado genoemd);
- het district Abudwak, met de districtshoofdstad Abudwak (ook Caabudwaaq genoemd);
- het district Ceel Buur, met de districtshoofdstad Ceel Buur (ook El Bur genoemd);
- het district Dhusamarreeb, met de districtshoofdstad Dhusamarreeb.